# Long Road to Ruin
«Long Road to Ruin» es el segundo sencillo del sexto álbum de Foo Fighters, Echoes, Silence, Patience and Grace. El video musical fue editado oficialmente el 1 de noviembre y la canción salió al mercado el 3 de diciembre. La máxima posición de esta canción es #1 en Billboard (EU).

## Pistas
- 2-track CD

1. «Long Road to Ruin»
2. «Seda»

- Maxi CD

1. «Long Road to Ruin»
2. «Keep the Car Running» (Cover de Arcade Fire, en vivo desde Brighton 18 de agosto de 2007)
3. «Big Me» (En vivo desde el Wal-Mart Soundcheck)
4. «Long Road to Ruin» (video)

- 7"

1. «Long Road to Ruin»
2. «Holiday in Cambodia» (Cover de Dead Kennedys, en vivo desde los MTV Video Music Awards 2007)

## Video
El video musical de esta canción es el único en el que la banda se encuentra grabando, aunque Dave Grohl no aparece tocando la guitarra, como debería suponerse ya que es uno de sus papeles en la banda junto con el rol de vocalista. En el video, Dave Grohl interpreta a un actor de telenovela (Dr. Hansom Davidoff) que es médico pero por problemas en el amor decide cambiar el rumbo de su vida y convertirse en estrella de rock, y atrae multitudes, pero sigue enamorado de la misma mujer (Rashida Jones en el personaje de Susan Belfontaine) a la que le había roto el corazón. Nate Mendel, interpreta a un mafioso (Saul Goode) que busca acabar con el personaje de Dave Grohl. Por otra parte, Taylor Hawkins, hace de un galán llamado "Les Groper" y siempre está tratando de conquistar a Susan Belfontaine. Chris Shiflett, interpreta a un chico (Little Jimmy) que se muestra en casi todo el video internado. Finalmente el personaje de Dave Grohl termina sin conseguir el amor de aquella joven, y muere al caer en un precipicio.